# Zagari Manga
Zagari Manga (auch: Zagari, Zagari I) ist ein Dorf in der Landgemeinde Bouné in Niger.

## Geographie
Das von einem traditionellen Ortsvorsteher (chef traditionnel) geleitete Dorf befindet sich rund 41 Kilometer südwestlich des Hauptorts Bouné der gleichnamigen Landgemeinde, die zum Departement Gouré in der Region Zinder gehört. Zu den Siedlungen in der näheren Umgebung von Zagari Manga zählen Gamdou im Nordosten, Doungouzourou und Doumbari im Südwesten sowie Bouzoun Kaza im Westen. Etwa sieben Kilometer südöstlich von Zagari Manga verläuft die Staatsgrenze zu Nigeria.
Zagari Manga ist Teil der Übergangszone zwischen Sahel und Sudan. Die durchschnittliche jährliche Niederschlagsmenge beträgt hier zwischen 400 und 500 mm.

## Geschichte

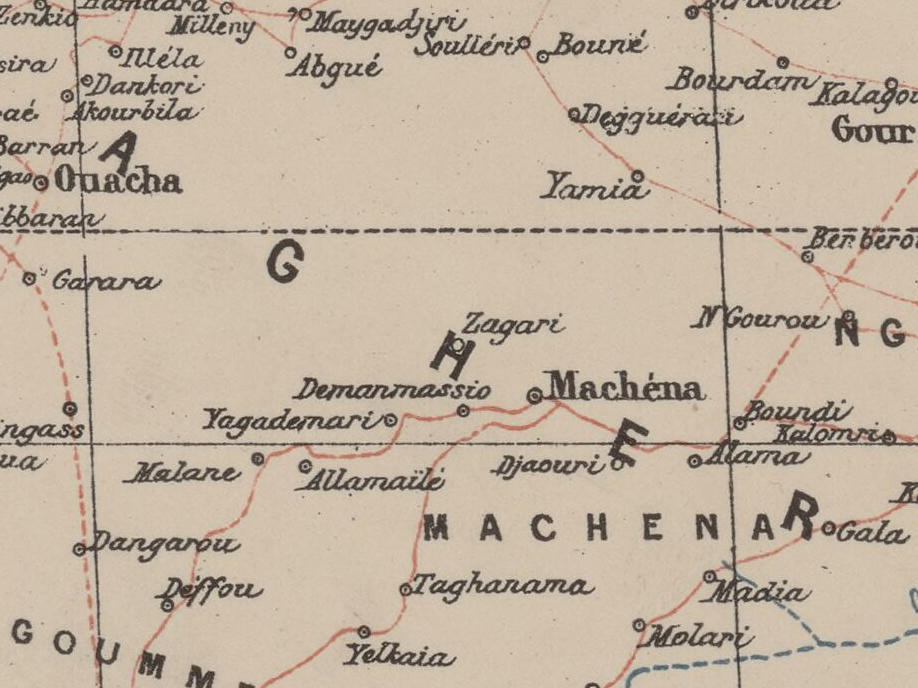
Ausschnitt einer Karte von 1903 mit Zagari Manga (Zagari) im Zentrum

Als Zagari Manga Anfang des 20. Jahrhunderts Teil des französischen Kolonialreichs wurde, gehörte der Markt im Dorf zu jenen in der Region, die von der Kolonialverwaltung zugelassen wurden.

## Bevölkerung
Bei der Volkszählung 2012 hatte Zagari Manga 1042 Einwohner, die in 169 Haushalten lebten. Bei der Volkszählung 2001 betrug die Einwohnerzahl 665 in 121 Haushalten und bei der Volkszählung 1988 belief sich die Einwohnerzahl auf 998 in 233 Haushalten.
Die Bevölkerungsdichte in diesem Gebiet ist mit über 100 Einwohnern je Quadratkilometer hoch.

## Wirtschaft und Infrastruktur
Das Gebiet der Ebenen im Süden der Region Zinder, in dem Zagari Manga liegt, ist von einer anhaltenden Degradation der ackerbaulichen Flächen gekennzeichnet, die mit der hohen Bevölkerungsdichte in Zusammenhang steht. Im Dorf wird ein Wochenmarkt abgehalten. Der Markttag ist Freitag.
Mit einem Centre de Santé Intégré (CSI) ist in Zagari Manga ein Gesundheitszentrum vorhanden. Es gibt eine Schule. Das nigrische Unterrichtsministerium richtete 1996 gemeinsam mit dem Welternährungsprogramm der Vereinten Nationen zahlreiche Schulkantinen in von Ernährungsunsicherheit betroffenen Zonen ein, darunter eine für Kinder transhumanter Hirten in Zagari Manga.